# Ahmed Otmane
Ahmed Otmane (Gardanne, Bouches-du-Rhône, 9 octobre 1961), surnommé « Mabrouk » (le chanceux), est une figure du grand banditisme français. Condamné pour plusieurs crimes et soupçonné de plusieurs meurtres et assassinats, il est en fuite depuis mai 1994.

## Biographie
Fils d'immigrés algériens originaire de grande kabylie, Ahmed Otmane passe son adolescence à traîner dans la banlieue marseillaise, enchaînant les petits larcins sans importances. Par la suite, il forme avec son frère Hadj une bande de gangsters surnommés par les policiers « les caïds de Gardanne » ou « la bande des Gardannais ». Le nom d'Otmane est apparu dans les années 1980 pour une série d'attaques à main armée. Ce gang était notamment spécialisé dans le racket de bars et d'hôtels de la Côte d'Azur aux Alpes. Ahmed Otmane est également l'auteur de nombreux braquages et de 7 évasions, utilisant la ruse ou la violence selon les occasions. Sa première évasion date de 1984 : incarcéré dans le Nord, il s'évade de la prison de Loos avant d'être repris neuf braquages plus tard, en 1985. 
Ahmed Otmane a été condamné en mai 1994 par la cour d'assises du Vaucluse à vingt ans de réclusion par contumace pour sa participation à deux braquages. Cinq mois plus tôt, il avait réussi sa septième évasion en Espagne en profitant d'un transfert de détenus entre les prisons d'Alicante et de Valence
Il est condamné par contumace le 26 septembre 1997 par la cour d'assises d'Aix-en-Provence à vingt ans de réclusion pour vols en réunion, vol avec arme et violences, et association de malfaiteurs. 
Ahmed passe son adolescence à traîner dans la banlieue marseillaise, enchaînant les petits larcins sans importance (vols divers, petits cambriolages, etc.). En cette fin des années 1970/début des années 1980, c'est l'époque où Tany Zampa, un mafieux renommé, et ses hommes font régner leur loi dans Marseille. Le jeune Ahmed se prend d'admiration pour ce caïd marseillais, voulant à tout prix marcher sur ses pas. Désormais adulte, caïd en puissance, la ruse et la violence deviennent avec les pistolets 11,43 et 357 Magnum, ses armes préférées. 
Otmane est déjà monté d'un cran dans le banditisme en se lançant dans le braquage. Celui pour lequel il tombe la première fois est commis en 1982 dans les quartiers nord de Marseille. Il n'a pas encore 21 ans. Incarcéré à la maison d'arrêt de Loos (près de Lille), Otmane profite d'une permission en 1984 pour s'échapper. Lorsqu'il est arrêté en 1985, il a déjà à son actif pas moins de neuf braquages supplémentaires.
Peu après, une arme préalablement collée sous le banc où il s'assoit lors d'une présentation à un juge du palais de justice de Marseille lui permet de retrouver la liberté. L'argent récolté lors de nombreux braquages commis dans tout le sud de la France, et en particulier sur la Côte d'Azur, Ahmed Otmane le réinvestit dans des affaires légales. Pour organiser ses gros coups et monter son empire du crime, il s'appuie d'abord sur sa famille, et en particulier un cousin, Birabah Meghoulef, et peut-être aussi son frère jumeau Hadj Otmane, dont on dit que seul un tatouage sur le bras gauche d'Ahmed permet de les distinguer.
Mais la famille n'est pas le principal endroit de recrutement de Ahmed Otmane. La plupart de ses proches collaborateurs proviennent de Gardanne, parmi lesquels beaucoup de Maghrébins et d'Italiens. Ensemble, ils forment la redoutable Bande de Gardanne, soupçonnée de régner sur tout le Milieu de l'Étang-de-Berre.
Au cours de la deuxième moitié des années 1980, Ahmed et sa bande font l'acquisition de deux bars à Gardanne, d'un piano-bar à Aix-en-Provence, d'un bar à Marseille, et d'une boîte de nuit dans les Alpes-de-Haute-Provence. En plus du braquage et des affaires légales, la bande fait aussi dans le racket. Otmane, à la même époque, est soupçonné d'avoir assassiné deux vigiles au Cannet-des-Maures en septembre 1985 et un gendarme au Muy en décembre de la même année.
Considéré comme dangereux, il est activement recherché par la police. Alors qu'il n'a que 24 ans, 230 gendarmes du GIGN et plusieurs hélicoptères sont déployés pour procéder à son arrestation en juillet 1986, à Gardanne. Ne trouvant pas le sommeil, Ahmed est allé ce soir-là boire un verre dans une boîte. Intrigué par l'agitation de la ville, il préfère, par précaution, disparaître dans la nature, guidé par sa bonne étoile.
En mars 1987, Ahmed Otmane fait de nouveau parler de lui. Son frère jumeau, Hadj, interpellé au volant d'une voiture volée, est conduit au commissariat de Sanary (Var). Ahmed y fait aussitôt irruption armé d'un pistolet 11.43, l'une de ses armes favorites, et arrive à libérer son frère, arrosant les policiers dépassés, pour couvrir sa fuite. Leur cousin Meghoulef les a épaulé dans cette opération. Ahmed, blessé, va lui se faire soigner à l'hôpital d'Aubagne. Mais la Police retrouve sa trace et l'arrête. Otmane se retrouve de nouveau derrière les barreaux, aux Baumettes.
De nouveau, le 3 décembre 1987, il tente de s'évader : l'opération est en passe de réussir, il parvient à scier les barreaux de sa cellule et à rejoindre la cour de la prison, quand les gardiens le rattrapent de justesse. Le 11 mars 1988, ses proches parviennent à cacher une grenade dans le box des prévenus du tribunal d'Aix-en-Provence où Otmane doit comparaître. La police la trouve avant lui. Peu après, il tente de nouveau de s'évader, réussissant à escalader un échafaudage : il est une nouvelle fois rattrapé de justesse.
À Avignon, où il doit être présenté à un juge d'instruction, la police découvre une arme dans les toilettes du palais de justice. À Toulon, où il est entendu par un magistrat, on repère l'un de ses frères qui prévoyait sans doute le faire évader. L'évasion survient finalement le 16 juillet 1989, lorsque Otmane s'échappe des Baumettes, de nouveau en sciant les barreaux de sa cellule, alors qu'il est en isolement. Libre, il fuit vers Fréjus, devant la stupeur des forces de l'ordre.
Mais seulement dix jours après son évasion, le 26 juillet, les policiers lui remettent la main dessus alors que, insouciant, Otmane loue un studio à l'hôtel Le Méditerranée, et prenant chaque jour des cours de planche à voile. Les policiers trouvent dans son appartement deux pistolets 11.43, un stock de grenades et 20 000 F en liquide.
Transféré à la prison de Mende, il va signer une nouvelle évasion le 11 décembre 1989. Grâce à un pistolet factice brandi contre les surveillants par son voisin de cellule et complice Hamdane Djemaa, il parvient à se frayer un chemin. Les surveillants ne s'aperçoivent que plus tard de la supercherie : l'arme a été confectionnée de main de maître avec du carton et du simple papier journal, le tout rigidifiés grâce à de la mie de pain et du lait. Stéphane Gardes et Rémy Sivame, compagnons de Otmane, sont aussi de la partie.
Djemaa est abattu à Nîmes après avoir tué deux policiers. Ahmed Otmane, lui, préfère quitter la France pour l'Espagne et s'installe à Barcelone. Là-bas. il est surnommé El Francés (le « Français »). Régulièrement, environ trois fois par semaine, il appelle ses lieutenants sur une ligne située à Port-de-Bouc (Bouches-du-Rhône), pour gérer ses affaires depuis sa base arrière, et rencontre certains de ses fidèles jusqu'à Stockholm en Suède, Bruxelles en Belgique, ou Barcelone.
C'est depuis cette dernière ville qu'on le soupçonne d'avoir monté un trafic d'héroïne et de cocaïne, ce qui peut expliquer ses voyages au Brésil. En juillet 1990, considéré comme l'un des gangsters les plus dangereux d'Europe occidental, recherché dans six pays, il est arrêté en Espagne et incarcéré à Madrid.
Et tandis que son frère jumeau Hadj et son cousin Birabah Meghoulef ont été condamnés pour l'attaque du commissariat de Sanary à 8 et 4 ans de prison ferme, lui s'évade une nouvelle fois, avec un codétenu, le 10 avril 1991. Direction la cette fois la Hollande où, sous le nom d'emprunt d'Ayme Marouani, il entame une nouvelle série de braquages.
Arrêté et incarcéré près d'Amsterdam, Otmane s'en évade par hélicoptère le 2 août 1992. On soupçonne son cousin Birabah Meghoulef, lui-même évadé de la même manière quelques jours plus tôt avec quatre détenus, dont deux cousins incarcérés pour braquages (Abdelkader Attou et Ouari Attou) de lui avoir prêté main-forte. Le 2 mars 1993, Otmane est arrêté une ultime fois, en Espagne, avec deux frères complices de nationalité italienne, Luigi Guagenti et Carmelo Guagenti. Peu après cette ultime incarcération, la police déjoue au dernier moment une énième tentative d'évasion par hélicoptère. Otmane s'évade pourtant finalement fin mai 1994, profitant, lors d'un transfert, que l'on oublie de verrouiller la porte de son fourgon.
Depuis cette nouvelle évasion, il n'y a plus aucune trace de ce « roi de la belle », que beaucoup de témoins disent apercevoir dans le sud de la France. Mais il y a peut-être confusion avec son frère jumeau, Hadj Otmane. Par ailleurs, certains membres de la bande de Gardanne sont tués. Alain Pieracci, 51 ans, l'un de ses principaux lieutenants, est abattu en juillet 1999 de quinze balles de gros calibre tirées par trois individus cagoulés, près d'Aix. Le 20 juin 2002, c'est au tour de Azedine Dif de mourir, abattu à coups de pistolet 11.43.
Le 28 novembre 2002 a lieu une évasion dont on pense que Otmane est l'organisateur principal. Ce jour-là, à 16h50, trois hommes lourdement armés débarquent à la centrale d'Arles avec une échelle et des véhicules. L'opération vise à faire évader cinq prisonniers. Une fusillade éclate. Un membre du commando, Karim Guermoudi, est abattu, ainsi qu'un détenu, Vincenzo Caredda. Ceux-là aussi, membres tous deux à la bande de Gardanne, sont tués. Les quatre autres détenus candidats à l'évasion sont tous maîtrisés. Parmi eux se trouvent le cousin de Ahmed Otmane, Birabah Merghoulef. Les deux autres membres du commando sont identifiés comme étant deux cousins ayant des liens familiaux avec Meghoulef.
Fin 2003, Otmane était encore activement recherché, mais toujours insaisissable. En avril 2007, son sort demeurait mystérieux. La Police le soupçonne d'avoir trouvé refuge dans sa famille en Algérie, tandis que les survivants de son équipe misent sur les machines à sous, occupant une place importante dans les Bouches-du-Rhône, et notamment à Aix.
En 2022, Ahmed Otmane était toujours activement recherché, mais toujours insaisissable.

## Documentaire
- Les Grandes Evasions, Otmane "L'intrépide", Marc Maouad & Roland Sicsic, Maydia Production 2009, Planète+Justice